# Zaton (Dubrovnik)
Zaton falu Horvátországban, Dubrovnik-Neretva megyében. Közigazgatásilag Dubrovnik községhez tartozik.

## Fekvése
A Dubrovnik városától légvonalban 6, közúton 12 km-re északnyugatra a Dubrovniki tengermelléken, Orašac és Lozica között, az azonos nevű öbölben fekszik. Itt halad át a 8-as számú, Adria-parti főútvonal. Főbb településrészei: Zaton Veliki, Zaton Mali, Štikovica és Vrbica.

## Története
A település a nevét arról az öbölről (zaton = öböl) kapta, amely mellett fekszik. Területe már ősidők óta lakott. Az itt élt első ismert nép az illírek voltak, akik az i. e. 2. évezredtől fogva éltek itt magaslatokon épített erődített településeken és kövekből rakott halomsírokba temetkeztek. Halomsírjaikból néhány található szétszórtan a település határában is. Az illírek i. e. 35-ig uralták a térséget, amikor Octavianus hadai végső győzelmet arattak felettük. A késő római kor emléke a régészek által feltárt 5. századi kápolna és a környéken található számos sírkő. A Nyugatrómai Birodalom bukása után 493-tól a keleti gótok uralták a területet. 535-ben Dalmáciával együtt a Bizánci Császárság uralma alá került. A horvátok ősei a 7. században érkeztek Dalmáciába és csakhamar megalapították első településeiket. Ezek elsőként a termékeny mező melletti, ivóvízzel rendelkező helyeken alakultak ki. Zaton is rendelkezett ivóvíz forrással. Az öböl mélyén egykor vízimalmok működtek, melyekben gabonát őröltek.
Zaton és környéke a kezdettől fogva Raguza városához tartozott, a 10. századtól a Raguzai Köztársaság része volt. Ebben az időben épült első plébániatemploma is, melyet Szent István vértanúnak szenteltek. A zatoni plébánia egykor magában foglalta a Brsečinétől a Dubrovačka-patakig terjedő teljes területet. (Ma Zaton Veliki, Zaton Mali, Štikovica, Vrbica és Lozica településeket foglalja magában.) A plébánia első írásos említése 1324-ben történt. A Soline-öbölben sólepárló telepek voltak, melynek birtokosa 1333-ig a Lukarević család, azután pedig a Menčetić család volt. A Raguzai Köztársaság idejében a raguzai gazdag családok kedvelt nyaralóhelye volt, ennek megfelelően számos nyaraló épült a területén, melyek tulajdonosai többek között a Zamagna, Saraka, Kaboga, Gučetić, Menčetić, Palmotić, Lukarević és Natali családok voltak.
A Raguzai Köztársaság bukása után 1806-ban Dalmáciával együtt ez a térség is a köztársaságot legyőző franciák uralma alá került, de Napóleon bukása után 1815-ben a berlini kongresszus Dalmáciával együtt a Habsburgoknak ítélte. A településnek 1857-ben 521, 1910-ben 497 lakosa volt. 1918-ban az új szerb-horvát-szlovén állam, majd később Jugoszlávia része lett. A délszláv háború során 1991. október 1-jén kezdődött a jugoszláv hadsereg (JNA) támadása a Dubrovniki tengermellék ellen. Az elfoglalt települést a szerb erők kifosztották és felégették. 1992. májusáig lényegében lakatlan volt. A háború után rögtön elkezdődött az újjáépítés. A településnek 2011-ben 985 lakosa volt, akik főként turizmussal, halászattal, vendéglátással foglalkoztak. A településen négyosztályos alapiskola működik, a felső tagozatosok a szomszédos Orašacra járnak iskolába.

## Népesség
| Lakosság változása | Lakosság változása | Lakosság változása | Lakosság változása | Lakosság változása | Lakosság változása | Lakosság változása | Lakosság változása | Lakosság változása | Lakosság változása | Lakosság változása | Lakosság változása | Lakosság változása | Lakosság változása | Lakosság változása | Lakosság változása |
| ------------------ | ------------------ | ------------------ | ------------------ | ------------------ | ------------------ | ------------------ | ------------------ | ------------------ | ------------------ | ------------------ | ------------------ | ------------------ | ------------------ | ------------------ | ------------------ |
| 1857               | 1869               | 1880               | 1890               | 1900               | 1910               | 1921               | 1931               | 1948               | 1953               | 1961               | 1971               | 1981               | 1991               | 2001               | 2011               |
| 521                | 521                | 485                | 498                | 489                | 497                | 450                | 457                | 437                | 454                | 434                | 456                | 565                | 707                | 858                | 985                |

## Nevezetességei
- Szent István vértanú tiszteletére szentelt plébániatemploma[4] a 10. századból származik. A hagyomány szerint akkor épült, amikor Stjepan Miroslav humi herceg ide látogatott és Raguza közelében több templomot is építtetett Szent István tiszteletére. A templomot hosszú története során többször is átépítették és megújították. A 15. században késő gótikus stílusban építették át, majd 1825-ben ismét átépítették. Utolsó ünnepélyes felszentelése 1914. június 14-én volt.

- Az Angyali Üdvözlet-templom[5] a településtől délkeletre fekvő domb tetején álló egyhajós, nyugat-keleti tájolású épület. A templom szinte négyzet alaprajzú, kiemelkedő apszis nélkül. A főhomlokzat középtengelyében elhelyezkedő portál téglalap alakú kőkerettel rendelkezik. Az áthidalóba egy feliratot védtek a templom 1885-ös helyreállításáról, a portál fölött egy kis rozettával. A templom összes homlokzata vakolt. A belseje sekély dongaboltozatos. A templom 1667-ben földrengésben súlyosan megsérült, de újjáépítették.

- Védett épület az öböl déli partján található Natali-Pozza-Sorgo-Katić-kastély.[6] A nyári kastély kertjét északkeleten magas kőfal veszi körül. Kétszintes épület, négyszögletes alaprajzzal és a belső tér háromrészes felosztásával. A homlokzatok egyszerű kivitelezésűek, szabályos kőtömbökből épültek. A nyugati homlokzat három, függőleges tengelyben elhelyezett ablaknyílásokkal rendelkezik. A kastély, mely a 16. században épült a reneszánsz vidéki építészet értékes példája.

- A Budmani család nyári épületkomplexuma[7] Zaton Maliban, a Soline-félsziget déli részén található. A magas fallal körülvett komplexum egy meredek és sziklás terepen helyezkedik el, amely egy sekély öböl partja felé lejt. Az egyszintes főépület a komplexum déli részén helyezkedik el, a homlokzata nyugatra néz. Elöl egy kisebb előkert, míg a hátul egy sokkal tágasabb hátsó kert található mellette. A földszint déli részén található az egykori arzenál területe. A malomépület a komplexum szélső délnyugati részén található. A kastély a 16. századból származik, és a későbbi beavatkozások ellenére megőrizte Dubrovnik késő reneszánsz vidéki építészetének minden jellegzetességét.

- A tenger mellett található, Zaton Maliban, a Soline-félsziget tetején található a Gundulić család nyaralója.[8] A kastély L alaprajzú, egyemeletes épület, melynek főhomlokzata a tenger partja felé néz. A földszinti homlokzat északi részén derékszögben helyezkedik el az arzenál épületszárnya, tetején egy terasszal. A ház és az arzenál (nyugatról és északról), valamint a magas kerítés (délről és keletről) egy kisebb udvart zár be. A kastély története a 15. századra nyúlik vissza. Egyike azon kevés fennmaradt épületeknek, amelyek a dubrovnik környéki építészet fejlődésének korai szakaszát reprezentálja.

- A zaton mali Kisboldogasszony templom a 16. században épült reneszánsz stílusban, barokk elemekkel. A 19. században átépítették.

- Zaton Mali Páduai Szent Antal templom.

- A vrbici Nagyboldogasszony templom középkori épület későbbi átépítéssel.

- Szentháromság templom romjai.

- Szent Rafael templom.

## Gazdaság
A helyi gazdaság  alapját a turizmus, a vendéglátás és a halászat képezi. Mára a legfejlődőképesebb gazdasági ág a turizmus lett. A Dubrovnikhoz közel fekvő településen nincsen szálloda, de a lakosság fő bevételi forrása a szobák és apartmanok kiadása. Veliki Zatonon található néhány étterem, kávézó és üzlet. Itt van a posta és a turisztikai iroda. Szép fekvésű stranddal és jól felszerelt autóskempinggel rendelkezik. Mali zatonon is található néhány üzlet, étterem és strand.